# Aeroportul Tommanggong
Aeroportul Tommanggong (IATA: TMG, ICAO: WBKM) este un aeroport din Sabah, Malaysia.
Situat la o altitudine de 8 m, aeroportul dispune de o singură pistă.